# Heavyweight Champ (videogioco 1976)
Heavyweight Champ è un videogioco di pugilato del 1976, edito e sviluppato da SEGA, uscito solo in sala giochi. Il gioco diede inizio alla serie di Heavyweight Champ. Si ritiene che sia in assoluto il primo picchiaduro a incontri mai pubblicato. Risulta essere un videogioco perduto, ossia non è nota l'esistenza di copie funzionanti o di emulazioni.

## Modalità di gioco
Il gioco è molto semplice e utilizza grafica monocromatica. La visuale è laterale, e inquadra due pugili che combattono. Il gioco è provvisto di due controller con la forma di due guanti da boxe, uno per il primo giocatore e uno per il secondo. Ci sono pochi comandi, cioè mandare su e giù il controller per dare rispettivamente un pugno in alto e uno in basso, con un movimento verso l'interno per infliggerli.